# 993
993 је била проста година.

## Догађаји
- 12-годишњи краљ Отон III  даје мач светаца Козме и Дамијана као поклон самоставу у Есену.

- Карло од Доње Лотарингије, умире у затвору у Орлеану. Наслеђује га његов син Отон II, који наслеђује пуно војводство и заклиње се на верност Отону III.

- 4. јул – Папа Јован XV издаје декрет о канонизацији покојног бискупа Улриха од Аугсбурга, што је прва забележена канонизација свеца у Риму.
- У гарди цара Василија II, руски корпус је 6 хиљада људи. Владимир Свјатославич је на месту победе над Печенезима основао град Перејаслав (у изворима до средине 13. века под именом: Перејаслав, Перејаслав-Руски. У историографији такође Јужни. Од 15. века Перејаслав).
- Јоаким Корсунски постаје први новгородски епископ (после спаљивања Великог Новгорода).